# Vitfläckig strandlöpare
Vitfläckig strandlöpare (Bembidion illigeri) är en skalbaggsart som beskrevs av Fritz Netolitzky 1914. Vitfläckig strandlöpare ingår i släktet Bembidion, och familjen jordlöpare. Arten är reproducerande i Sverige.

## Bildgalleri

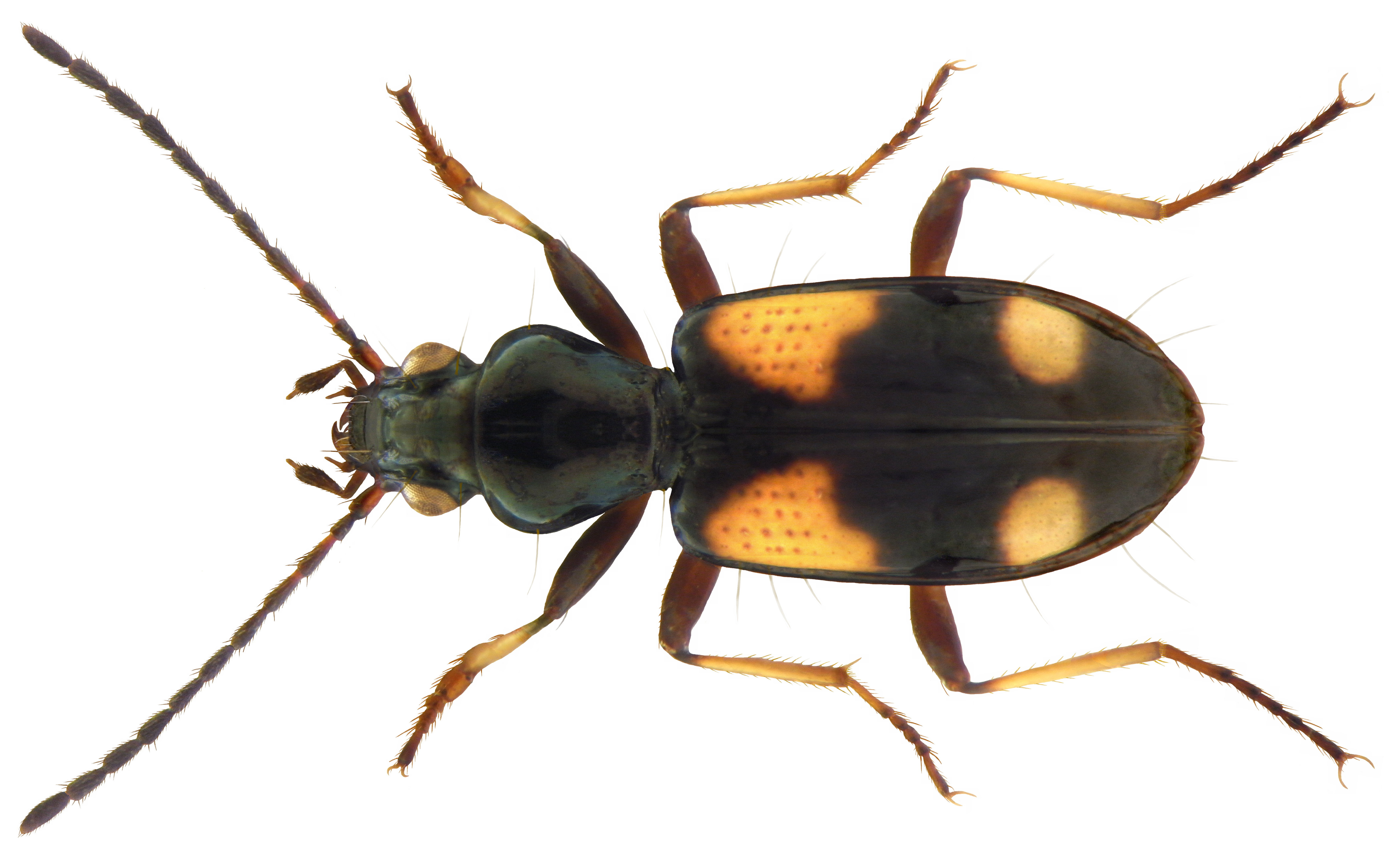